# Singlet

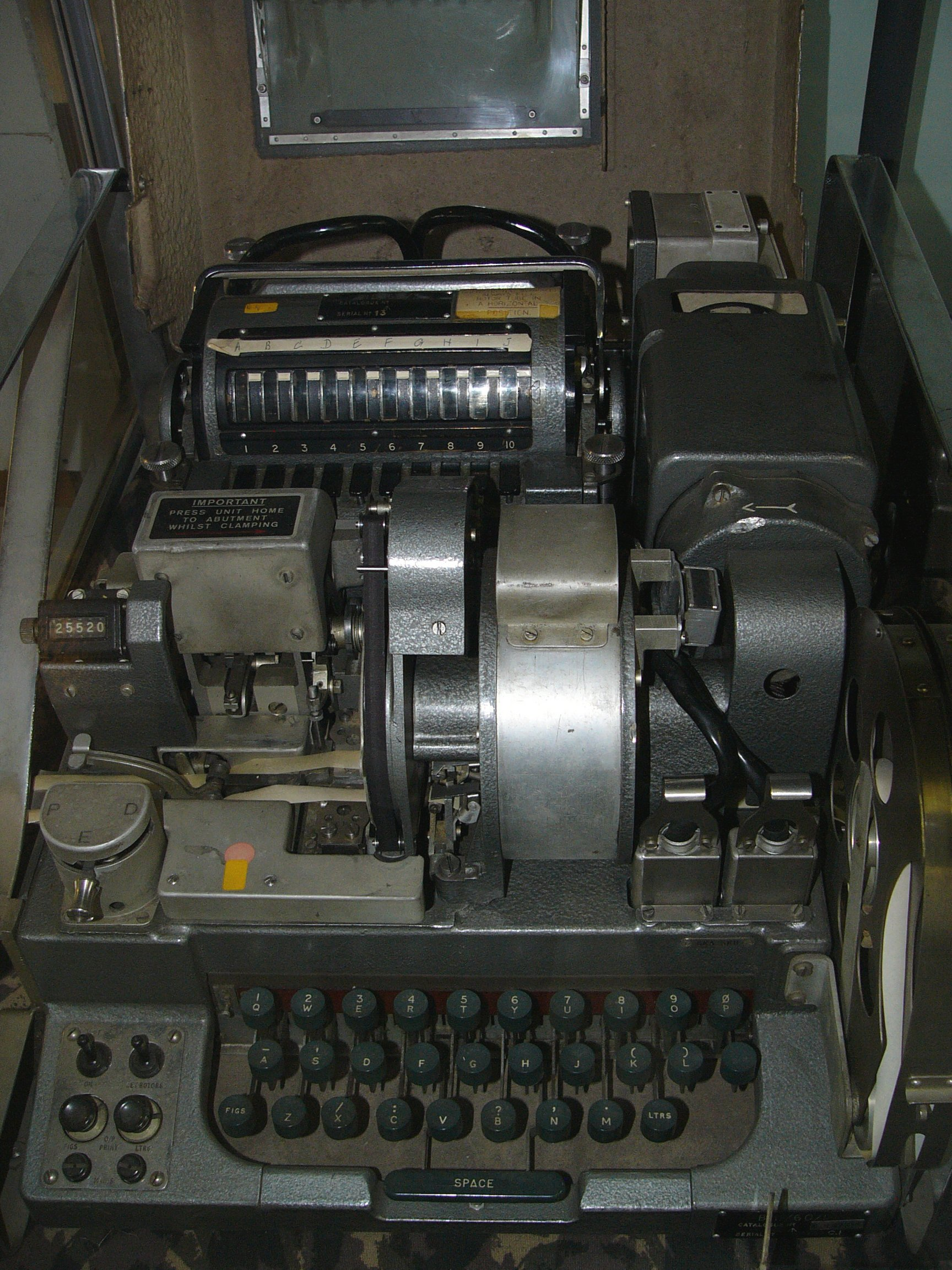
Eine Singlet (mit abgenommener Haube) während einer Ausstellung in Bletchley Park (2005). Gut zu erkennen sind (hinten links) die zehn nebeneinander angeordneten Rotoren.

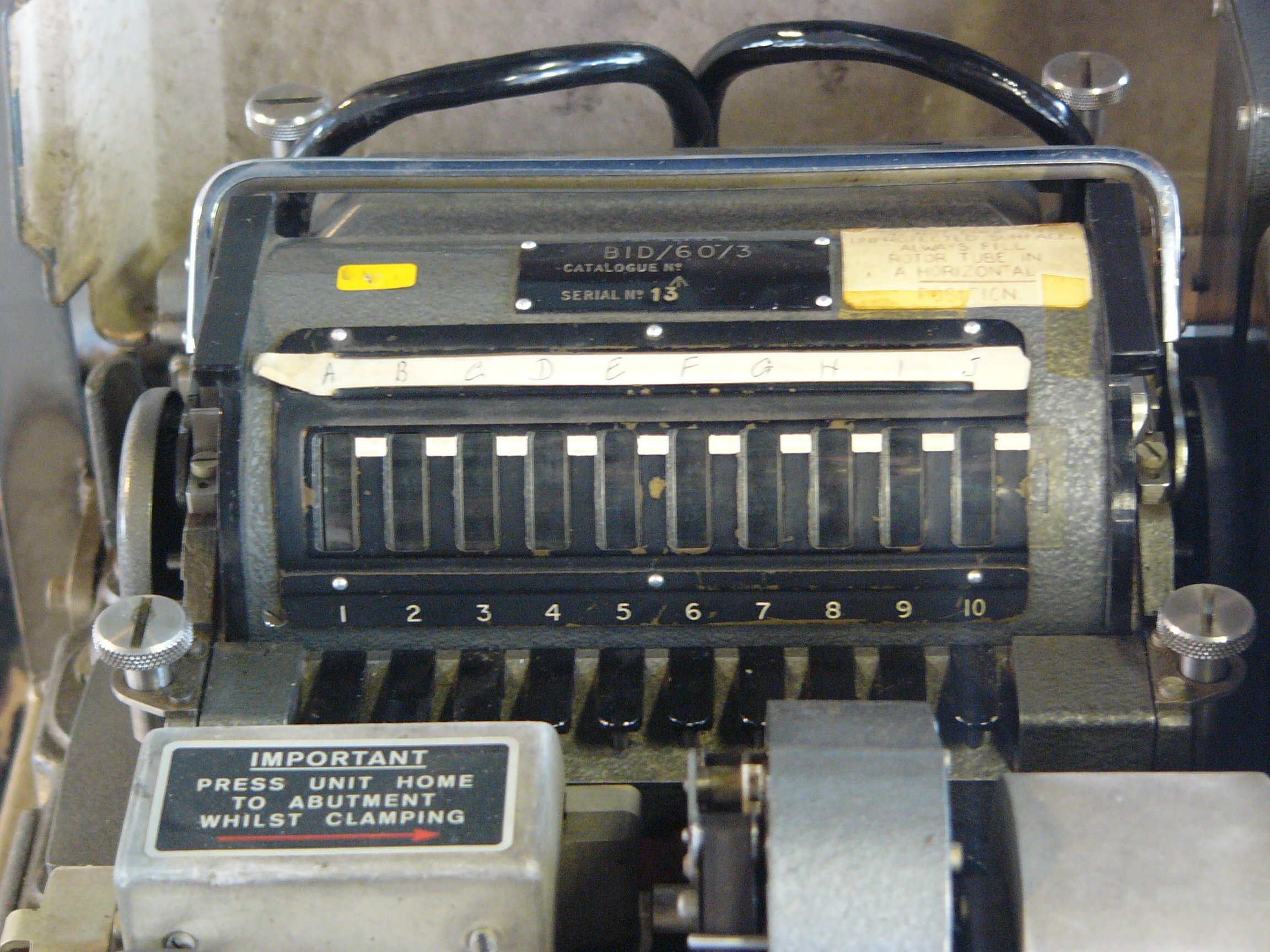
Der Rotorsatz in Großaufnahme

Die Singlet (auch: BID/60) war eine britische Rotor-Chiffriermaschine, die um 1949 und 1950, also während der Frühzeit des Kalten Krieges entwickelt wurde. Sie war als Ersatz für die im Zweiten Weltkrieg eingesetzte Typex und die Combined Cipher Machine (CCM) konzipiert und wurde vom britischen Secret Service bis in die 1980er-Jahre verwendet.

## Prinzip und Aufbau
Das Prinzip der Singlet ist ähnlich der im Zweiten Weltkrieg von der deutschen Wehrmacht eingesetzten Enigma. Sie ist jedoch deutlich fortschrittlicher und verwendet im Gegensatz zu den nur drei oder vier Walzen der deutschen Maschine zehn nebeneinander angeordnete Rotoren. Dadurch ergibt sich eine wesentlich höhere kombinatorische Komplexität und eine erheblich verbesserte kryptographische Sicherheit. Außerdem verwendet die Singlet Rotoren mit 36 Kontakten auf jeder Seite (und nicht nur 26 wie die Enigma). Die Rotoren ähneln denen der KL-7 oder sind möglicherweise sogar mit ihnen identisch.

## Exponate
Es ist nur ein einziges erhaltenes Exemplar der Singlet-Chiffriermaschine bekannt. Dieses (mit der Seriennummer 13) war im Mai 2005 auf der Ausstellung Enigma and friends in Bletchley Park zu sehen. Ein aktuell öffentlich ausgestelltes Exponat ist nicht bekannt.